# Ricardo Teixeira (futbolista)
Ricardo Jorge Martins Teixeira (Oporto, 7 de junio de 2001) es un futbolista portugués que juega como defensa en el Académica de Coimbra de la Terceira Liga.

## Trayectoria
Es canterano de las academias del Alfa AC y del Leixões S. C. Comenzó su carrera profesional con Leixões en la Segunda División de Portugal en 2021. Hizo su debut profesional con el Leixões en un partido de liga contra la Académica de Coimbra el 22 de mayo de 2021. El 2 de septiembre de 2022 se transfirió a S. L. Benfica "B" por 300 000 euros, firmando contrato hasta 2026.

## Estadísticas

### Clubes
Actualizado al último partido disputado el 31 de enero de 2023.
| Club                       | Div.          | Temporada     | Liga  | Liga  | Copas nacionales | Copas nacionales | Copas internacionales | Copas internacionales | Total | Total |
| Club                       | Div.          | Temporada     | Part. | Goles | Part.            | Goles            | Part.                 | Goles                 | Part. | Goles |
| -------------------------- | ------------- | ------------- | ----- | ----- | ---------------- | ---------------- | --------------------- | --------------------- | ----- | ----- |
| Leixões S. C. Portugal     | 2.ª           | 2020-21       | 1     | 0     | 0                | 0                | —                     | —                     | 1     | 0     |
| Leixões S. C. Portugal     | 2.ª           | 2021-22       | 7     | 0     | 1                | 0                | —                     | —                     | 8     | 0     |
| Leixões S. C. Portugal     | 2.ª           | 2022-23       | 4     | 0     | —                | —                | —                     | —                     | 4     | 0     |
| Leixões S. C. Portugal     | Total club    | Total club    | 12    | 0     | 1                | 0                | 0                     | 0                     | 13    | 0     |
| S. L. Benfica "B" Portugal | 2.ª           | 2022-23       | 4     | 0     | —                | —                | —                     | —                     | 4     | 0     |
| S. L. Benfica "B" Portugal | 2.ª           | 2023-24       | 0     | 0     | —                | —                | —                     | —                     | 0     | 0     |
| S. L. Benfica "B" Portugal | Total club    | Total club    | 4     | 0     | 0                | 0                | 0                     | 0                     | 4     | 0     |
| Total carrera              | Total carrera | Total carrera | 16    | 0     | 1                | 0                | 0                     | 0                     | 17    | 0     |